# У неба попросим (пісня)
«У неба попросим»  — пісня української співачки Тіни Кароль з студійного альбому «Полюс притяжения». Як сингл випущений в 2009 році. Стала офіційним саундтреком серіалу «Територія краси», прем'єра якого відбулась 29 березня в 2009 році на телеканалі «Інтер»

## Опис
Пісня «У неба попросим» — стала синглом альбому «Полюс притяжения» Тіни Кароль. Автори пісні — Лариса Архіпенко, Дмитро Клімашенко.
«У неба попросим» стала офіційним саундтреком нового серіалу «Територія краси» на телеканалі «Інтер». Співачка не лише подарувала фільму свою пісню, але і знялася у відеокліпі за мотивами сюжетної лінії фільму. Пісня «У неба попросим» була вибрана невипадково. На думку творців картини (телеканал «Інтер» і кінокомпанія Film.UA) ця красива композиція по своєму ліричному настрою дуже підходить до тематики серіалу, і після довгих роздумів і численних відборів пісні в якості саундтреку, зупинилися на цій пісні.

## Відеокліп
Сюжет відео розгортається в клініці пластичної хірургії. Його героями становтся не лише хірурги і медперсонал клініки, але і пацієнти. Знімали кліп в декораціях серіалу, щоб вигідно підкреслити переплетення сюжету пісні і самого фільму. Кадри з Тіною Кароль чергуватимуться з кадрами з самого серіалу.

Для цієї відеороботи Тіна Кароль вибрала стриманий, і в теж час дуже сексуальний наряд — чорний корсет, облягаючі лосини, туфлі на високому каблуці. Корсет якнайкраще підкреслював стрункість співачки і те, що вона сильно схуднула.
«Все-таки я знаходжуся в клініці пластичної хірургії, треба виглядати на все сто», — відбувалася жартами
Над відео працювали режисер Ігор Забара та оператор Павло Муравйов.

## Список композицій
| Цифрове завантаження, стримінг | Цифрове завантаження, стримінг | Цифрове завантаження, стримінг | Цифрове завантаження, стримінг | Цифрове завантаження, стримінг |
| #                              | Назва                          | Автор слів                     | Автор музики                   | Тривалість                     |
| ------------------------------ | ------------------------------ | ------------------------------ | ------------------------------ | ------------------------------ |
| 1.                             | «У неба попросим»              | Лариса Архіпенко               | Дмитро Клімашенко              | 3:09                           |

## Live виконання
2009 р. — «У неба попросим» — «M1 Твій Формат»